# Békebíró

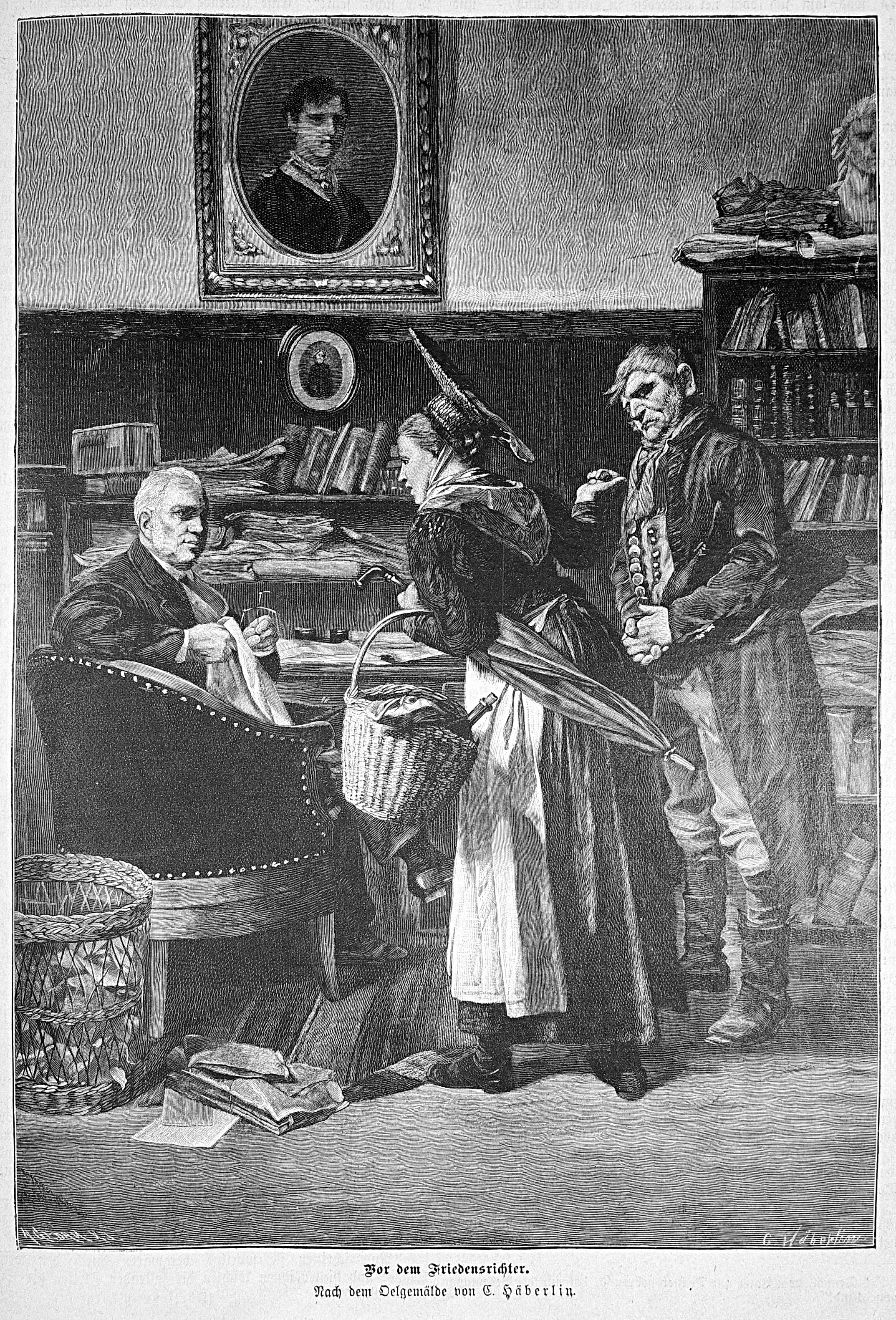
Carl von Haeberlin alkotása

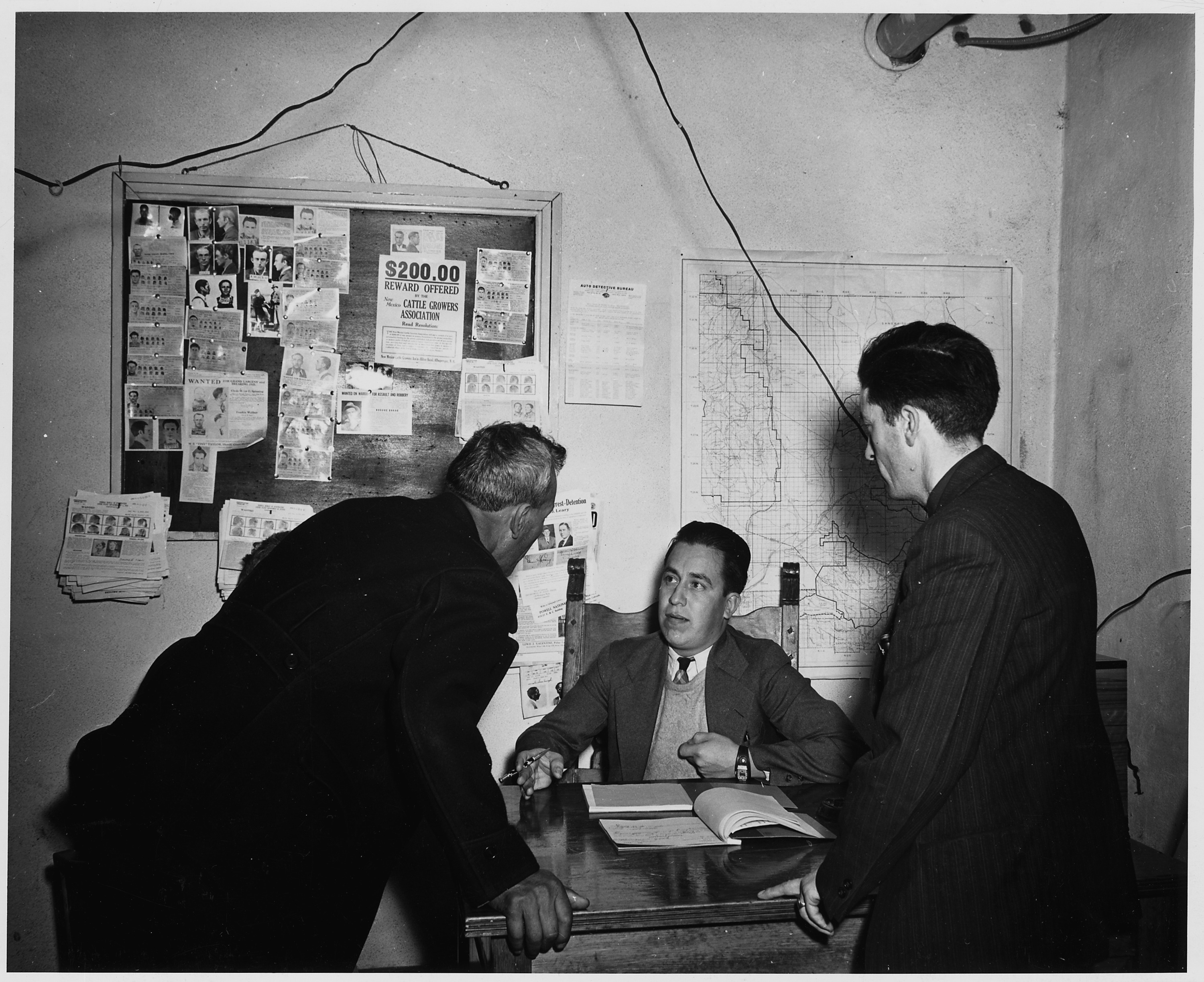
Békebíró tárgyalása a 20. század közepén az USA Új-Mexikó tagállamában

A békebíró (németül Friedensrichter, angolul justice of the peace) Perlekedő felek között kibékülésük érdekében közbenjáró, békéltető személy.
A békebíró Angliában és némely más államban olyan személy, akinek tiszte a lakosság békéjére ügyelni és a béke megzavartat megfenyíteni, általában kisebb polgári ügyekben bíráskodni. A békebíróságok ma a legtöbb államban megszűntek vagy csak némely kisebb, polgári peres ügyre szorítkozó illetékességgel maradtak fenn.

## Angliában
A békebíróság a peres ügyek békés elintézésére hivatott bíróság. Régen a legtöbb pert a felek által választott, azok bizalmát élvező egyének döntötték el. III. Eduárd angol király 1360-ban létesítette a lényegileg ma is fennálló békebíróságot.
Ma Észak-Írországban a békebíróságok büntetőügyekkel és egyes polgári ügyekkel foglalkoznak.

### Polgári ügyekben
Angliában minden grófságnak ma is van békebírósága, amely csekélyebb jelentőségű polgári perekben, valamint rendőri kihágások és olyan vétségek felett ítélkezik, amelyek nem tartoznak a rendes bírák elé.
Az ügyeket körzeti (békebírósági) bíró tárgyalja.

### Büntetőügyek a békebíróság előtt
A békebíróságok olyan bűncselekményeket tárgyalnak, amelyekben a vádlott esküdtszék előtti tárgyalásra nem jogosult. Ezek az úgynevezett kisebb bűncselekmények. A kisebb bűncselekmények esetén a maximálisan kiszabható büntetés hathónapos szabadságvesztés-büntetés és/vagy 5000 GBP-ig terjedő bírság.
A békebíróságok olyan bűncselekményeket is tárgyalnak, ahol a vádlott választhatná az esküdtszék előtti tárgyalást, de úgy dönt, hogy ügyét a békebíróság tárgyalja. Ha a vádlott az esküdtszék előtti tárgyalást választja, az ügyet átteszik a Koronabírósághoz.

## Franciaországban
Franciaországban az 1796. augusztus 4-i törvénnyel honosították meg a békebíróságot, csekélyebb jelentőségű peres ügyek (becsületsértés, birtokháborítás) elintézésére. Ugyanakkor Franciaországban ez az intézmény nem tudott meggyökerezni. Németországban a rendes bíróság a peres ügynek békés úton való elintézését bármikor elrendelheti és a feleket kiküldött bírák elé utasíthatja.

## Magyarországon
Magyarországon már az Árpádok korában lehetséges volt a pernek nemcsak bírói ítélettel, de peregyességgel — esetleg választott bírák útján — való befejezése is.
Hazánkban az 1877. évi XXII. t. c. szerint, kisebb polgári peres ügyekben a királyi járásbíróságokon és a szolgabírákon kívül békebírák is ítélkezhetnek. Utóbbiakat a belügyminiszter nevezi ki a törvényhatóság stb. kérésére. Jogi képzettség nem szükséges és kinevezhető bárki, aki megfelelő értelmi és erkölcsi képességgel bír, de pl. állami tisztviselő, gyakorló ügyvéd, közjegyző, stb. nem nevezhető békebírónak.
Magyarországon a békebírósági intézményt az 1877. XXII. t.-c. honosította meg, amely szerint a kisebb polgári. peres ügyekben  a kir. járásbírón és a szolgabírón kívül a békebírák is ítéltek. A békebírákat a közigazgatási bizottság meghallgatása után a Pp. szerint a belügyminiszter (ma még a Pp. életbelépte előtt az igazságügyminiszter) nevezi ki. Kinevezhető az, aki jogot végzett, elméleti vagy jogtudományi államvizsgát tett, vagy bírói hivatalt viselt és feddhetetlen jellemű. A kinevezés előfeltétele, hogy a törvényhatósági joggal felruházott város közvetlenül, a rendezett tanácsú város képviselete, a nagyközség vagy a körjegyzőségben szövetkezett több kis község elöljárósága pedig a közigazgatási bizottság útján a kinevezésért folyamodjék és javaslatba hozzon olyan egyént, aki a törvényes minősítéssel bír és a tiszt átvételére késznek nyilatkozik. A békebíró az 1893. XVIII. t.-c. életbelépte óta csak a községi bíráskodást végzi. Rendőri és büntető ügyekben a békebírót semmi hatáskör sem illeti.
A polgári perrendtartásról szóló 1911 : I. törvénycikk szerint a belügyminiszter a községi bíráskodás gyakorlására békebírót nevezhetett ki. A kinevezés iránt folyamodhatott a törvényhatósági joggal felruházott város közvetlenül, a r. t. város képviselőtestülete illetve a községnek vagy az egy körjegyzőségben szövetkezett több kisközségnek elöljárósága,  a közigazgatási bizottság útján. Békebíró olyan egyén lehetett, aki megfelelő értelmi és erkölcsi kellékekkel bírt és a tiszt átvételére késznek nyilatkozott. Nem lehetett békebíró állami tisztviselő, községi jegyző, gyakorló ügyvéd illetve ügyvédjelölt, királyi közjegyző, katonai vagy csendőrségi személy, alkalmazásban levő lelkész, segédlelkész, továbbá szerzetes és néptanító.